# Leichtathletik-Datenbank
Die Leichtathletik-Datenbank war eine deutsche Datenbank für Wettkampfergebnisse, Bestenlisten und Athleten-Statistiken aus der Leichtathletik. Es war die größte deutsche Datenbank ihrer Art, sie wurde privat und ehrenamtlich betrieben.

## Geschichte
Die Website wurde am 1. Juni 2011 von Christoph Krämer als Hobbyprojekt gestartet, um möglichst vielen Leichtathletik-Fans eine Übersicht über Bestenlisten und Athleten zu ermöglichen. Bereits nach 2 Monaten waren über 300.000 Ergebnisse erfasst. Am 29. April 2012 wurde die Marke von einer Million erfassten Ergebnissen überschritten. Die Marke von zwei Millionen erfassten Ergebnissen wurde am 16. November 2012 erreicht, damit wurden seit Gründung der Seite am Tag im Schnitt 3.750 Ergebnisse und ca. 10 Wettkämpfe aufgenommen.
Seit dem 5. September 2012 war eine App im App Store (iOS) downloadbar; seit dem 21. Oktober 2012 auch im Google Play Store. Beide Apps sind nicht mehr verfügbar.
Am 29. September 2014 wurde die Leichtathletik-Datenbank erstmals geschlossen. Als Grund wurden fehlende zeitliche Kapazitäten des Entwicklers Christoph Krämer angegeben; in den vier Jahren seit Gründung waren die Besucherzahlen immer mehr angestiegen (bis zu 9.500 am Tag). Seit dem 17. November 2014 konnte auf die Website wieder zugegriffen werden, zunächst jedoch mit begrenzten Serverkapazitäten. Am 16. Oktober 2017 kündigte Entwickler Christoph Krämer an, sich zum Ende des Jahres komplett aus dem kleinen Datenbank-Team zurückzuziehen.
Seit dem 1. Januar 2018 betrieb Stephan Schönberg die Website.
Im Dezember 2022 gab man auf der Startseite bekannt, dass die Leichtathletik-Datenbank wegen Konflikten mit der Datenschutz-Grundverordnung am 5. Januar 2023 abgeschaltet wird.

## Angebot

Logo der SELTEC GmbH

Logo von COSA WIN

Die Leichtathletik-Webseite sammelte Wettkampfergebnisse aus ganz Deutschland sowie von wichtigen internationalen Wettkämpfen. Mit den vorhandenen Daten konnten Bestenlisten erstellt werden. Es gab Übersichten der Vereine, auf denen alle Athleten aufgelistet sind, und die Möglichkeit Leistungen mehrerer Athleten grafisch zu vergleichen. Ergebnisse und Bestleistungen eines Athleten wurden auf einer eigenen Seite angezeigt. Die meisten Wettkampfergebnisse wurden direkt aus dem Portal LADV importiert, in dem auch meist die Meldung der Athleten zu den Wettkämpfen durchgeführt wird.
Ergebnislisten im HTML-Format und als BLN-Datei von den Leichtathletik-Programmen SELTEC Sports (LA-Portal) und COSA Software (COSA WIN) konnten automatisch importiert werden. PDF-Dateien und andere Formate mussten zunächst manuell erfasst werden.